# The Amityville Horror (2005)
The Amityville Horror é um filme de terror do ano de 2005, dirigido por Andrew Douglas. É um remake do filme homônimo de 1979, que, por sua vez, foi baseado no livro The Amityville Horror, escrito por Jay Anson e lançado em 1977.

## Sinopse
Baseado em uma história real, o filme conta a história de um crime que chocou toda a cidade de Amityville. Durante a noite chuvosa de 13 de novembro de 1974, um jovem chamado Ronald DeFeo Jr mata toda a sua família a tiros de espingarda. Ronald alegou aos policiais que estava sendo atormentado por vozes que vinham de dentro da casa e que o forçaram a cometer os assassinatos. Um ano depois, uma nova família se muda para o local e passam a ser alvo de terríveis e malignas manifestações. O pai, vítima de uma possessão, acaba fazendo com que sua família reviva a mesma tragédia que aconteceu naquela noite chuvosa um ano antes.

## Elenco
- Melissa George ... Kathy Lutz
- Ryan Reynolds ... George Lutz
- Jesse James ... Billy Lutz
- Jimmy Bennett ... Michael Lutz
- Chloë Grace Moretz ... Chelsea Lutz
- Rachel Nichols... Lisa
- Philip Baker Hall ... Padre Callaway
- Isabel Conner ... Jodie DeFeo
- Brendan Donaldson ... Ronald DeFeo Jr.